# 1. deild kvenna
Die 1. deild kvenna ist die zweithöchste Spielklasse im isländischen Frauenfußball. 

## Geschichte und Hintergrund
Die Spielklasse wurde 1982 unter dem Namen 2. deild kvenna als überregionale zweithöchste Spielklasse unterhalb der Besta deild kvenna eingeführt, die seinerzeit selbst 1. deild kvenna hieß. Dabei wurde seinerzeit in zwei Staffeln gespielt, die jeweiligen Staffelsieger ermittelten untereinander den Erstligaaufsteiger. Dabei variierte die Anzahl der teilnehmenden Klubs, so dass 1988 und 1989 zeitweise nur eine Staffel existierte. Vor der Spielzeit 2000 erfolgte die Umbenennung der Spielklasse in 1. deild kvenna.
2017 wurde die 1. deild kvenna als landesweite Spielklasse neu gegründet und umfasst seither zehn Mannschaften. Der Meister steigt seit der Reform direkt in die Besta deild kvenna auf, der Zweitplatzierte spielt in einer Relegation gegen den Vorletzten der höheren Liga und die beiden letztplatzierten Mannschaften steigen in die drittklassige 2. deild kvenna ab.

## Bisherige Zweitligameister
- 1982: Víðir Garði
- 1983: Þór Akureyri
- 1984: ÍB Keflavík
- 1985: Haukar Hafnarfjörður
- 1986: UMF Stjarnan
- 1987: Fram Reykjavík
- 1988: Breiðablik Kópavogur
- 1989: Íþróttafélagið Vestri
- 1990: Þróttur N
- 1991: UMF Stjarnan
- 1992: KA Akureyri
- 1993: ÍF Höttur
- 1994: ÍBA Akureyri
- 1995: UMF Afturelding
- 1996: Haukar Hafnarfjörður
- 1997: Reynir Sandgerði
- 1998: UMF Grindavík
- 1999: Þór/KA
- 2000: UMF Grindavík
- 2001: Þróttur Reykjavík
- 2002: Þróttur Reykjavík
- 2003: Ungmennafélagið Fjölnir
- 2004: Keflavík ÍF
- 2005: Fylkir Reykjavík
- 2006: Ungmennafélagið Fjölnir
- 2007: HK/Víkingur
- 2008: Íþróttafélag Reykjavíkur
- 2009: KR Haukar
- 2010: ÍBV Vestmannaeyja
- 2011: FH Hafnarfjörður
- 2012: Þróttur Reykjavík
- 2013: Fylkir Reykjavík
- 2014: KR Reykjavík
- 2015: ÍA Akranes
- 2016: KR Haukar
- 2017: HK/Víkingur
- 2018: Fylkir Reykjavík
- 2019: Þróttur Reykjavík
- 2020: UMF Tindastóll
- 2021: KR Reykjavík
- 2022: FH Hafnarfjörður
- 2023: Víkingur Reykjavík
- 2024: Fjardabyggd/Höttur/Leiknir